# Necyria gerhardi
Necyria gerhardi är en fjärilsart som beskrevs av Mengel 1902. Necyria gerhardi ingår i släktet Necyria och familjen Riodinidae. Inga underarter finns listade i Catalogue of Life.